# Filip Birgersson (Bjälboätten)
Filip Birgersson eller Filip jarl, jarl av Norge, stupad i januari 1200, sannolikt i inrikes strider mot Baglerna.
Filip jarl var son till Birger brosa och jarl till den norske kungen Sverre Sigurdsson som var invecklad i inrikes strider mellan Birkebeinarna och Bagler i Norge.
Filip var enligt Hakonarsagan morfar till en Filip Larsson, som gifte sig med den svenske konungen Knut Långes änka.

## Barn
- (Katarina) Filipsdotter, gift med Lars (och moder till Filip Larsson).

### Fotnoter
1. ↑  ”Folkungaätten”. Svenskt biografiskt lexikon. http://sok.riksarkivet.se/sbl/Presentation.aspx?id=13739. Läst 22 mars 2014.